# 앨리스 리
앨리스 리(Alice Lee, 1989년 4월 12일 ~ )는 한국계 미국인 배우, 가수이다.

## 출연 작품

### 영화
•.• 더 유니온 (2024년) - 아테나 킴 역 
- 시에라 연애 대작전 (2018년)
- 위시 어폰 (2017년) - 지나 역